# Chuck Mencel
Charles J. "Chuck" Mencel (Phillips, Wisconsin, 21 de abril de 1933) es un exjugador de baloncesto estadounidense que jugó dos temporadas en la NBA. Con 1,83 metros de estatura, lo hacía en la posición de base.

## Trayectoria deportiva

### Universidad
Jugó durante cuatro temporadas con los Golden Gophers de la Universidad de Minnesota, en las que promedió 15,9 puntos por partido. Fue incluido en em mejor quinteto de la Big Ten Conference en 1953 y 1955, y en los otros dos años en el segundo. En su última temporada fue también elegido mejor jugador de la conferencia por el Chicago Tribune.
Posee el récord histórico de los Golden Gophers de mayor número de lanzamientos intentados a canasta, con 1.635.

### Profesional
Fue elegido en la decimocuarta posición del Draft de la NBA de 1955 por Minneapolis Lakers, donde en su primera temporada su entrenador, John Kundla, lo tuvo como suplente de Slater Martin y de Whitey Skoog, jugando menos de 15 minutos por partido, y promediando 4,6 puntos y 1,9 asistencias.
Tras la marcha de Martin a los Knicks tuvo más protagonismo en la temporada 1956-57, aumentando sus estadísticas hasta los 9,2 puntos, 3,3 rebotes y 2,8 asistencias, pero a pesar de ello no fue renovado por los Lakers, retirándose definitivamente.

## Estadísticas de su carrera en la NBA

### Temporada regular
| Temporada | Edad | Equipo             | Liga | P   | TIT | MIN  | TC  | TCA | %TC  | 3P | 3PA | %3P | TL  | TLA | %TL  | R.OF. | R.DEF. | REB | ASIS | ROB | TAP | PER | FP  | PTS |
| 1955-56   | 22   | Minneapolis Lakers | NBA  | 69  |     | 14.1 | 1.7 | 5.4 | .320 |    |     |     | 1.1 | 1.4 | .813 |       |        | 1.6 | 1.9  |     |     |     | 1.1 | 4.6 |
| 1956-57   | 23   | Minneapolis Lakers | NBA  | 72  |     | 25.7 | 3.4 | 9.6 | .353 |    |     |     | 2.5 | 3.3 | .746 |       |        | 3.3 | 2.8  |     |     |     | 1.3 | 9.2 |
| Total     |      |                    | NBA  | 141 |     | 20.0 | 2.6 | 7.5 | .341 |    |     |     | 1.8 | 2.4 | .765 |       |        | 2.5 | 2.4  |     |     |     | 1.2 | 7.0 |

### Playoffs
| Temporada | Edad | Equipo             | Liga | P | MIN | TCA | TC | 3PA | 3P | TLA | TL | R.OF. | REB | ASIS | ROB | TAP | PER | FP | PTS | %TC  | %3P | %FT  | MIN  | PTS | REB | AST |
| 1955-56   | 22   | Minneapolis Lakers | NBA  | 3 | 52  | 10  | 19 |     |    | 6   | 7  |       | 5   | 8    |     |     |     | 4  | 26  | .526 |     | .857 | 17.3 | 8.7 | 1.7 | 2.7 |
| 1956-57   | 23   | Minneapolis Lakers | NBA  | 5 | 98  | 9   | 36 |     |    | 7   | 9  |       | 13  | 6    |     |     |     | 7  | 25  | .250 |     | .778 | 19.6 | 5.0 | 2.6 | 1.2 |
| Total     |      |                    | NBA  | 8 | 150 | 19  | 55 |     |    | 13  | 16 |       | 18  | 14   |     |     |     | 11 | 51  | .345 |     | .813 | 18.8 | 6.4 | 2.3 | 1.8 |